# 怀密
怀密（1946年1月6日—1977年？），柬埔寨女歌手、电台播音员。活跃于1960年代至1970年代初。
出生于马德望省桑岐县。在红色高棉掌权之前，她是柬埔寨国家电台的播音员，也是柬埔寨最著名的一位电台DJ，她推动了柬埔寨摇滚乐的发展。她也是一名流行歌手，以忧郁的歌词而闻名，诺罗敦·西哈努克将她与艾迪特·皮雅芙相比。
怀密在红色高棉执政之后失踪，据推测她约在1977年被杀害。美国纪录片《别认为我忘了：柬埔寨失去的摇滚乐》中有介绍她的事迹。